# Triethylhliník
Triethylhliník (TEA, též TEAL) je organokovová sloučenina hliníku. Tato těkavá, bezbarvá kapalina je silně pyroforická, při styku se vzduchem se okamžitě vznítí. Běžně se skladuje v nádobách z korozivzdorné oceli jako čistá kapalina nebo jako roztok v uhlovodíkových rozpouštědlech, například hexanu, heptanu nebo toluenu. Používá se hlavně jako kokatalyzátor při průmyslové výrobě polyethylenu a alkoholů se středně dlouhými řetězci.

## Struktura a vazby

Monomerní forma obsažená v plynné fázi

Přestože se sloučenina nazývá triethylhliník, má dimerní strukturu se vzorcem Al2Et6, kde Et je ethyl, CH2CH3. Jeden pár ethylových skupin tvoří můstky a čtyři jsou koncovými ligandy. Dvě můstková uhlíková centra mají koordinační číslo 5. Vazby připomínají ty, které známe z diboranu, jsou to třícenterní, dvouelektronové vazby. Podobně jako trimethylhliník, i triethylhliník je strukturálně nestálý a koncové ethylové skupiny se rychle vyměňují s můstkovými. Při vyšších teplotách se dimer rozpadá na monomerní AlEt3.

## Syntéza a reakce
TEA lze připravovat různými cestami. Objev efektivní cesty byl technologicky významný. Vícekrokový proces lze shrnout do následující reakce:
2 Al + 3 H2 + 6 C2H4 → Al2Et6
Díky této účinné syntéze je triethylhliník jednou z nejdostupnějších organohlinitých sloučenin.
Lze ho ale také generovat z triethyl-dialuminium-trichloridu (Al2Cl3Et3), který se získá působením chlorethanu na hliníkový prášek. Redukcí triethyl-dialuminium-trichloridu alkalickým kovem, například sodíkem, se získá TEA:
3 Al2Cl3Et3 + 9 Na → 2 Al2Et6 + 2 Al + 9 NaCl

### Reaktivita
Vazby Al-C jsou polarizovány, takže lze triethylhliník snadno protonovat za uvolnění ethanu:
Al2Et6 + 6 HX → 2 Al2X6 + 6 EtH
V této reakci lze použít i slabé kyseliny, například koncové acetyleny nebo alkoholy.
Můstky mezi páry hliníkových center jsou poměrně slabé a lze je štěpit zásadami za vzniku aduktů se vzorcem AlEt3L:
Al2Et6 + 2 L → 2 LAlEt3

## Použití
TEA se průmyslově využívá jako surovina pro výrobu mastných alkoholů, které se převádějí na tenzidy. Prvním krokem je oligomerizace ethylenu, která poskytuje směs trialkylhlinitých sloučenin (zjednodušeně zde znázorněny jako oktylové skupiny):
Al2(C2H5)6 + 18 C2H4 → Al2(C8H17)6
Následně se tyto sloučeniny oxidují na alkoxidy hliníku a ty jsou potom hydrolyzovány:
Al2(C8H17)6 + 3/2 O2 → Al2(OC8H17)6
Al2(OC8H17)6 + 3/2 H2O → 6 C8H17OH + 2 "Al(OH)3"

### Reagens v organické a organokovové chemii
TEA má použití jako prekurzor dalších organohlinitých sloučenin, například diethylaluminium-kyanidu:
0.5 Al2Et6 + HCN → 1/n [Et2AlCN]n + C2H6

### Pyroforické činidlo
TEA se zapaluje při styku se vzduchem a rozkládá se či vzněcuje také při kontaktu s vodou nebo oxidačními činidly. Je jednou z několika tak těkavých látek, že je lze zapálit i kapalným kyslíkem. Snadná vznětlivost je zvláště vhodná pro použití jako iniciátor (zapalovač) raketového paliva. TEA lze i přímo použít jako raketové palivo, nicméně nikdy takto v praxi používán nebyl. Nosná raketa Falcon 9 společnosti SpaceX používá směs triethylhliník-triethylboritan jako zapalovač prvního raketového stupně.
Triethylhliník zahuštěný polyisobutylenem se používá jako zápalná zbraň, pyroforická alternativa k napalmu, například v raketách M74 pro raketomet M202A1. V této aplikace je znám jako TPA (thickened pyrotechnic agent či thickened pyrophoric agent, tedy česky zahuštěné pyrotechnické činidlo, resp. zahuštěné pyroforické činidlo). Obvyklé množství zahušťovadla je 6 %. Lze ho snížit až na 1 %, přidávají-li se další ředidla. Pro zvýšení bezpečnosti lze použít například n-hexan; zajišťuje nepyroforické chování do odpaření ředidla, kdy vznikne „ohnivá koule“ jak z par TEA, tak hexanu.